# 橋水宮

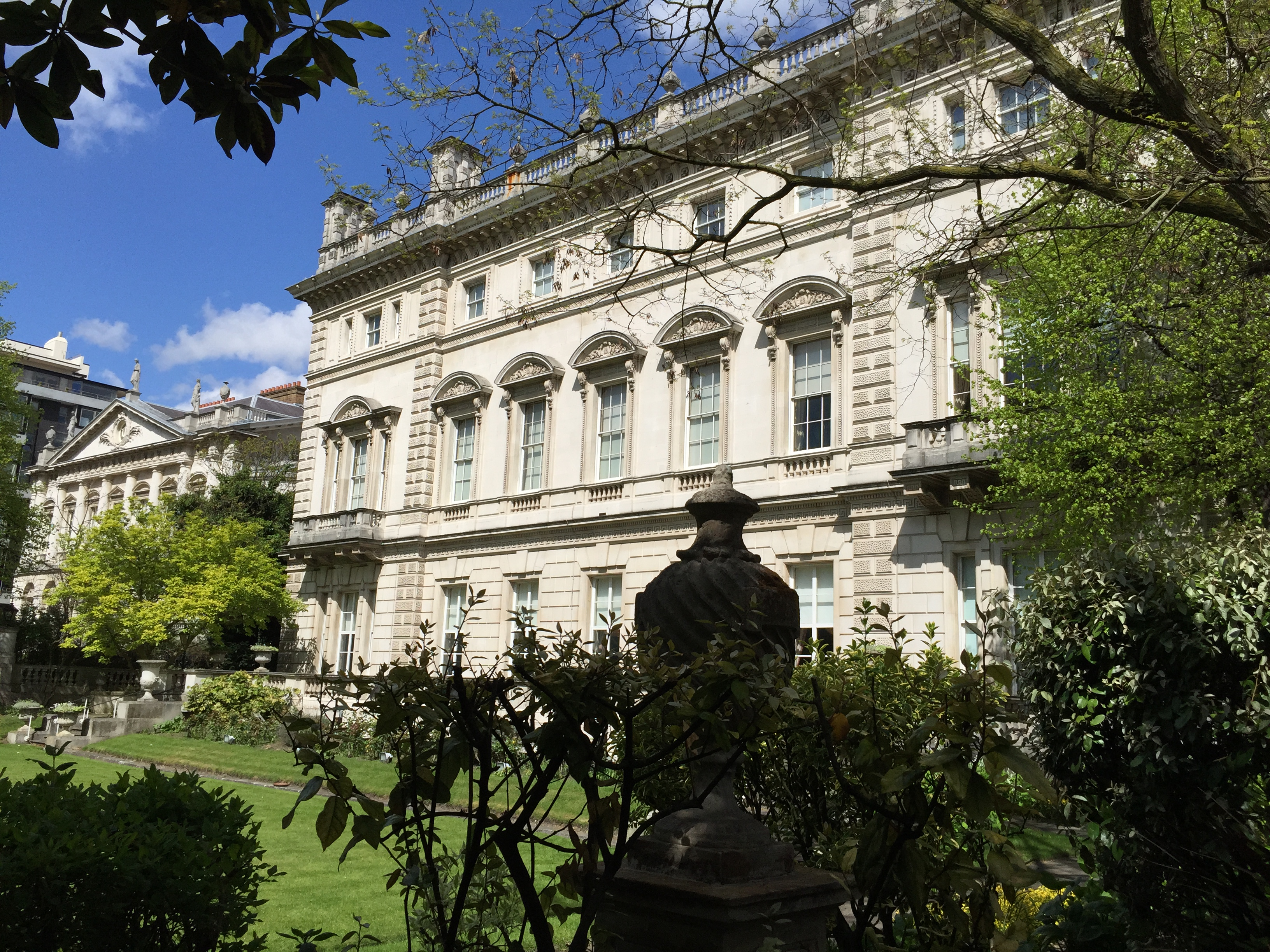

橋水宮（Bridgewater House）是英國倫敦的一座建築，位於聖詹姆斯。這座建築是I級登錄建築。這裡最早的建築名為伯克郡宮，修建於1626年至27年。

## 外部連結
- 维基共享资源上的相關多媒體資源：橋水宮
- The house in the Victorian era （页面存档备份，存于）